# Gerhard Wagner (Ingenieur)
Gerhard Wagner (* 31. Oktober 1946 in Bamberg) ist ein deutscher Maschinenbauingenieur.

## Leben
Nach dem Abitur 1966 in Nürnberg studierte er von 1968 bis 1973 Maschinenbau an der TH Darmstadt (Diplom), wo er anschließend bis 1979 wissenschaftlicher Mitarbeiter am Lehrstuhl für Fördertechnik und Lasthebemaschinen war. Er promovierte 1980. Von 1979 bis 1983 war er Leiter des Kranbaus bei Donges Stahlbau GmbH, Darmstadt, von 1983 bis 1987 Hauptabteilungsleiter und Prokurist bei Mannesmann Demag AG, Wetter und von 1987 bis 1989 Geschäftsführer der MAN GHH Krantechnik, Heilbronn. Seit April 1989 war er Professor an der Ruhr-Universität Bochum, Lehrstuhl für Maschinenelemente und Fördertechnik.